# Pont François-Gagnon
Le pont François-Gagnon est un pont couvert construit en 1942 qui franchit la rivière Matane à Saint-René-de-Matane au Bas-Saint-Laurent dans l'Est du Québec (Canada). Il est emprunté par la route de la Montagne Sud.

## Structure
Le pont couvert est un pont en treillis de type Town construit en bois. Le pont est de couleur rouge. Il a une longueur totale de 51,7 m et une largeur de 6,3 m.

## Annexe